# Виктор Адлер
Виктор Адлер (24 юни 1852 – 11 ноември 1918) е австрийски политик, лидер на работническото движение, основател на Социалдемократическата работническа партия.
До Първата световна война Адлер се превръща в лидер на партията във Виена. Той публично подкрепя Имперското решение на правителството да започне война, но с лични опасения. След като попада в австрийското правителство през октомври 1918 г., той действа в полза на Аншлус на Австрия с Германия, но умира от сърдечна недостатъчност — случайно в последния ден на Първата световна война и преди да реализира своя проект.
Той е баща на Фридрих Адлер.
Психиатърът Виктор Франкъл е кръстен на Адлер, баща му е бил социалист и негов почитател.